# Томарі Сіхо
Томарі Сіхо (яп. 泊 志穂; нар. 26 березня 1990) — японська футболістка. Вона грала за збірну Японії.

## Клубна кар'єра
У 2012 році дебютувала в «Урава Редз». 2015 року вона перейшла до «Наґано Парсейро». 2018 року підписала контракт з клубом «Wacker Innsbruck».

## Кар'єра в збірній
Дебютувала у збірній Японії 27 липня 2017 року в поєдинку проти Бразилії. У 2017 році зіграла 2 матчі в національній збірній.

## Статистика виступів
| Збірна Японії | Збірна Японії | Збірна Японії |
| Рік           | Матчі         | Голи          |
| ------------- | ------------- | ------------- |
| 2017          | 2             | 0             |
| Загалом       | 2             | 0             |